# Галисијско-португалска лирика
Галисијско-португалска лирика развија се у средњем веку, тачније у периоду од 12. – 14. века, на галисијско-португалском или провансалском језику.
Иако је већина песника који се баве овом врстом лирике из Галисије или са севера Португала, њу су такође гајили и песници са осталих делова Иберијског полуострва (најистакнутији пример је краљ Алфонсо X, познатији као Алфонсо Мудри, аутор дела „Песме о Богородици " из 13. века).
Галисијско-португалски постаје водећи језик у лирској традицији Кастиље од 12. па све до 13. века.

## Порекло
Настајање лирике и њен развој у Шпанији веома је повезан са проблемом полуострвских језика. Кастиљански је био језик витезова и храбрих бораца и самим тим није погодовао језику лирке поезије. Сматра се да је кастиљански у то време био груб да би се на њему писала лирика па је он искључиво био језик епске поезије.
У Шпанији каква је данас, лирика се неговала у области Галисије, на северозападу Иберијског полуострва, и Каталонији, на североистоку полуострва. Док су на простору Каталоније локални трубадури користили окситански језик као језик поетског изражавања, овде се развијала трубадурска лирика под великим утицајем Провансе. На североистоку полуострва, Галисији и Португалу, песници су користили галисијско-португалски па се поезија која је формирана на овом тлу назива галисијско-португалском. Галисија је такође била под великим утицајем Провансе али песници на овом тлу нису користили окситански језик као што је то случај са Каталонијом.
Прованса у основи врши утицај са три пута:
- Преко Барселоне, која је гранични прелаз свих културолошких доприноса и новина окситанске културе.
- Велики утицај Провансе проистиче и из брачних веза између полуострвских монархиста и окситанских принцеза: Алфонсо XI се четири пута женио ћеркама феудалних господара Јужне Француске. Једна од његових жена, Агнес Аквитанска, била је кћи Вилијама VIII Аквитанског и сестра трубадура Вилијама IХ Аквитанског познатог као Вилијам Трубадур. Друга жена је била Констанса од Бургундије. Рођаци Констансе, Рејмунд и Енрике Бургунски оженили су кћери Алфонса VI, због чега су поштовани као очеви Алфонса VII од Кастиље и Алфонса I од Португала. Овим везама на полуострво стижу многобројни витезови, монаси, свештеници и што је најбитније велики број трубадура.
- Захваљујући великом броју ходочасника који су непрестано пристизали у Сантјаго де Компостелу, Галисија је била у сталном додиру са провансалском културом (начином зивота, певања, мишљења). Наиме, ходочаснике су на Путу за Сантјаго пратили трубадури, који су били омиљени у Галисији.

Када говоримо о такозваним девојачким песмама јавља се проблем везан за њихово порекло. Оне немају свог преткодника у провансалској лирици. Пошто су то женске песме, односно песме у којима девојка јадикује због несрећне љубави некој од женских особа у свом окружењу, на тај начин су повезане са мосарапским харћама.

## Песмарице
Карактеристично за галисијско-португалску поезију јесте да је она била веома популарна у круговима образованих људи, па је стога била и записивана. У време када су песмарице (шп. los cancioneiros) биле најпопуларније, састављане су збирке песама. Збирке су сачињене од једног или више аутора.
Сачуване су три основне песмарице које садрже песме разних аутора. Најстарија је Cancioneiro de Ajuda, састављене највероватније око 1280. године. Друге две су касније копије због чега су назване апографи: Cancioneiro Colocci-Brancuti (познатија као Cancioneiro de la Biblioteca Nacional) и Cancioneiro de la Biblioteca Vaticana. Обе су преписане у Италији на почетку XVI века, али предпотставља се да упућују на један ранији кодекс, који је вероватно саставио Педро од Португала, гроф Берселоса из прве половине XIV века. У састав Cancioneiro de Ajuda улазе само песме о љубави; у осталим песмарицама представљена су три основна рода односно три основне врсте (љубавне, девојачке, ругалачке). Поред песама чији је аутор познат, у овим зборкама има и одређени број анонимних песама, које су припадале усменој традиционалној поезији. Поред поменуте три, постоји још један рукопис у коме су записиване песме само једног аутора. Рукопис носи назив Cancioneiro de Martin Codax.
Најбитнији споменик религиоѕне лирике на галисијско-португалском језику јесте дело Песме о Богородици Алфонса X. Дело се састоји из 427 песама, све су са маријанским темама, и сачувано је у четири рукописа. Два рукописа, која се сматрају најдрагоценијим, налазе се у библиотеци манастира Ел Ескоријал, један рукопис се налази у Националној Библиотеци у Мадриду и један у Националној Библиотеци у Фиренци . У прва три рукописа нализи се порет тескта песама и нотни текст који бележи мелодију уз коју је одређена песма певана. Странице су украшене разноврским минијатурама захваљујући којима се можемо упознати са животом шпанске средњевековне свакодневнице.

## Врсте песама
У зборницима су заступљене три основне врсте песама: љубавне песме, девојачке песме и ругалачке.

### Љубавне песме
Љубавне песме (шп. cantigas de amor) обрађују, као што и сам назив каже, тему љубави. Реч је о такозваној трубадурској, куртоазној љубави. Под утицајем Провансе у Галисији сва пажња посвећује се префињеној, узвишеној љубави чији је главни предмет идеализована дама. Разлог због ког се сва пажња посвећује дами јесте управо положај жене који је знатно бољи него раније. Жена добија већу самосталност и веће могућности за образовање чак и њен опложај као владарке се одобрава, односно правна могућност жене да наследи престо. Њена улога је веома значајна у области културе, пре свега поезије. Овакав положај жене односи се само на двор, односно супруге краља или племића. Протагониста је увек заљубљени младић, витез, који се удвара дами која је обично удата и он не очекује одговор на његове јадиковке. Дама којој се удвара је идеализована, оличење лепоте и узвишених врлина. Први пут створен је култ жене, тачније у XII веку. Нјчешће теме које се раније нису појављивале су: љубав је извор свега доброг и лепог, нежност и дубина осећања, поштовање према вољеној особи, незасита жудња љубавника, срећа и без успеха, мушкарац због љубави постаје нежнији, итд. Жена је притом хладна док мушкарац, стрпљив и несебичан, вене због неузвраћене љубави.Из тога произилази схватање жене као вишег бића, потпуно недостижног за једног витеза. Сматра се да су љубавне песме писали само образовани песници, те да су оне хиспанска врста одговарајуће провансалске лирске врсте.

### Девојачке песме
Девојачке песме (шп. cantigas de amigo) за разлику од љубавних песама, описују јадиковање девојке због несрећне љубави. Она се исповеда некој од женских особа у њеном окружењу (мајци, сестри, пријатељици). Разлог њене јадиковке је неверство или одсутност драгог и она казује свој бол, чежњу као и радост када је са њим. Тематску сличност са мосарапским харћама наводи све већи број историчара шпанске књижевности, тврдећи да постоји неоспорна веза између њих.
-Tal vai o meu amigo
com amor que Ih'eu dei
come cervo ferido
de monteiro del-Rei. 
Тal vai o meu amigo,
madre, com meu amor
come cervo ferido
de monteiro-maior. 
Е se el vai ferido
irá morrer al mar:
si farà meu amigo
se eu d'el non pensar. 

### Ругалачке песме
Ругалачке песме (шп. cantigas de escarnio y de maldecir) настају по угледу на провансалске песме (шп. sirventes) . У овим песмама главна тема је исмевање неке особе или појаве. Највише су служиле као средство за обрачун са супарником у поезији или у љубави. Користе се за извргавање руглу даме која се замерила песнику, као и за исмевање уважених личности.

## Форма, метрика, стилске фигуре
Форма галисијско-португалских песама произилази из синтезе траиционално провансалског и домородачког; резултат је једна, колико је могуће, хомогена форма са малим потешкоћама, као што су на пример тешко изводљиви изисилабички стихови, због тежине усмене традиције. Оно што је свакако карактеристично за галисијско-португалску лирику је паралелизам, који се манифестује на различите начине.
Када је реч о метрици, коришћене су строфе од четири или више стихова са рефреном на крају, али исто тако и строфе од само два стиха, такође са рефреном на крају. Док су дуге строфе компликоване структуре пренете из провансе или боље речено прављене по угледу на провансалске уметнике, кратке строфе пренете су из народне у уметничку поезију. Најкарактеристичнији стих је једанаестерац, јер је овај стих био погодан и за певање и за игру.
Паралелизам је посебно карактеристичан за девојачке песме. Он се у основи служи понављањем које може бити изведено понављањем истих речи (вербални паралелизам), синтакси и ритмичких структура (структурални паралелизам). Понављање се појачава поступком „остави и узми (шп. lexiaprén).
Његова улога огледа се у истицању континуитета мисли у песми. Сам поступак је понављање последњег стиха једне строфе на почетку следеће и тако кроз целу песму. Сваки стих је морао представљати једну како мисаону, тако и ритмичку целину.

## Врсте уметника
- Трубадури (шп. trovador) песниk који је изводио провансилску поезију у току Средњег века.[2]
- Хуглари путујући забављачи.[3]
- Сергел (шп. sergel) професионални трубадур који је прихватао новац за интерпретацију својих композиција. То су најчешће били људи са нижих друштвених лествица, сиромашни људи.
- Менестрел (шп. menestrel) уметник који уводи музичку пратњу приликом интерпретирања
- Солдадере (шп. soldadera) жене сумњивог морала које су играле и изводиле акробације у току извођења песама (ове жене су биле славне, на пример Марија Балтеира